# Rusty Cooley
Rusty Cooley (Houston, 27 aprile 1970) è un chitarrista statunitense.
È famoso per il suo stile estremamente tecnico e per l'uso di chitarre a 7 corde.

## Gli inizi
Rusty ricevette la sua prima attrezzatura (una chitarra Peavey T27 e un amplificatore Peavey Decade) al suo quindicesimo compleanno. Da quel giorno Rusty si immerse nella musica, esercitandosi oltre quattro ore al giorno. Rusty prese lezioni di chitarra per qualche tempo ma poi divenne insoddisfatto dei suoi maestri locali e decise di diventare autodidatta. Fece affidamento su libri e video didattici come il Doug Mark Metal Method.
Dopo soli tre anni di esercizio divenne insegnante di chitarra presso il negozio di musica dove aveva acquistato la sua prima chitarra.
Dopo il liceo Rusty andò al college locale per studiare teoria musicale.

## Carriera
Nel 1989 si unisce ai Revolution, band di Houston con cui militerà fino al 1993.
Nel 1996 inizia ufficialmente la carriera solista ed inizia ad usare quasi esclusivamente chitarre a 7 corde. Ha pubblicato il suo album di debutto omonimo nel 2003 per la Lion Music.
Attualmente fa parte degli Outworld, band progressive metal da lui fondata nel 1997. Dopo una prima demo, uscita nel 2004, viene pubblicato l'omonimo album d'esordio l'anno seguente.
È stato endorser di chitarre Jackson e Ibanez.
Attualmente suona una Dean a 7 corde, sua personale signature, denominata Dean RC7 Xenocide. 
Suona anche una nuova Dean RC8,uscita nel 2011 sul mercato.

## Discografia

### Da solista
- 2003 - Rusty Cooley

### Con gli Outworld
- 2004 - Demo
- 2005 - Outworld

### Altre Partecipazioni
- 2002 - The Alchemists
- 2002 - Warmth in the Wilderness 2 (tributo a Jason Becker)
- 2004 - Shawn Lane Remembered Vol.
- 2004 - Book of Reflections
- 2005 - Fresh Blood Vol. 4